# La domenica è un'altra cosa
La domenica è un'altra cosa è stato un programma televisivo italiano di varietà, trasmesso la domenica pomeriggio sul Programma Nazionale, dal 23 novembre del 1969 al 5 luglio 1970.

## Il programma
Gli autori erano Castellano e Pipolo, Leo Chiosso e Gustavo Palazio, mentre la regia fu affidata a Vito Molinari e Carla Ragionieri e la direzione musicale a Gorni Kramer.
Il programma era condotto da Raffaele Pisu, che aveva a fianco altri artisti: Ric e Gian, Antonella Steni ed Elio Pandolfi curavano la parte comica; a Lara Saint Paul, come pure a Marcel Amont, era affidata la parte musicale; nel ruolo di soubrette si alternavano Carmen Villani, Gloria Paul, Caterina Valente e Margaret Lee. Nella trasmissione compariva il pupazzo Provolino affiancato da un corrispettivo femminile, Fanella. Presente tra il pubblico anche Franco Rosi, che proponeva varie imitazioni di noti personaggi.

## Sigla
La sigla iniziale era Si, si, si, la, la, la, invece quella finale era È tanto facile, cantata dal Piccolo Coro dell'Antoniano.